# Eremophysa apotheina
Eremophysa apotheina är en fjärilsart som beskrevs av Brandt 1938. Eremophysa apotheina ingår i släktet Eremophysa och familjen nattflyn. Inga underarter finns listade i Catalogue of Life.